# Альвеолярний абруптив
Альвеолярний абруптив — тип приголосного звука, що існує в деяких людських мовах. Символ Міжнародного фонетичного алфавіту для цього звука — tʼ, а відповідний символ X-SAMPA — t_>.